# Muhammad Ayub (Diplomat)
Muhammad Ayub (* 15. Juni 1914 in Bhera; † unbekannt) war ein pakistanischer Diplomat.

## Leben
Muhammad Ayub war der Sohn von Fazalbi und Muhammed Ishaque, er heiratete 1937 Bushra Ayub. Er studierte an der London School of Economics and Political Science. 1933 erwarb er einen Bachelor-Abschluss am University College London. Während seines Studiums war er Vorsitzender der indischen Studentenunion. 1936 wurde er Barrister bei Gray’s Inn. 1936 trat er in den Indian Civil Service ein. Von 1935 bis 1936 war er All-India Tischtennis-Champion.
Von 1936 bis 1941 wurde er im Punjab beschäftigt. Von 1942 bis 1947 wurde in der Abteilung Versorgung und Handel von Britisch-Indien beschäftigt. von 1947 bis 1954 wurde er im Handels- und Finanzministerium von Pakistan beschäftigt. von 1947 bis 1952 war Gesandtschafts rat bei der Vertretung Pakistans bei den Vereinten Nationen. Von 1954 bis 1955 war Teilnehmer des Eisenhower Fellowships Austauschprogrammes. von 1955 bis 1960 leitete er die Pakistan Industry Development Corpn. Von 1960 bis 1961 war er Sekretär im Finanzministerium. Von 6. Juli 1961 bis 21. September 1964 war er Botschafter in Bonn. Ab 1. Oktober 1962 war er konsekutiv Botschafter in Brüssel. Ab 1965 vertrat er die pakistanische Regierung bei der Europäischen Atomgemeinschaft. Heinrich Lübke verlieh ihm das Großkreuz des Verdienstordens.